# Philibert Jean-Baptiste Curial
Philibert Curial, comte Curial, né le 21 avril 1774 à Saint-Pierre-d'Albigny en Savoie et mort le 30 mai 1829 à Paris, est un général français de la Révolution et de l’Empire.

## Biographie

### Origines familiales
Philibert Jean-Baptiste Curial est  né le 21 avril 1774 à Saint-Pierre-d'Albigny, dans le duché de Savoie. Il est le fils de François-Joseph Curial (1740-1801), juge au tribunal civil du Mont-Blanc, puis député du Mont-Blanc au Conseil des Anciens, et de Marie Domenget.
Son cousin, François-Hipolyte Curial (1783-1861), est lieutenant-général du Ier Empire, premier chambellan du roi Louis XVIII, pair de France.

### De la Révolution à l'Empire
Lorsque les Français envahissent la Savoie en 1792, le jeune Curial, il n'a pas 20 ans, embrasse la carrière militaire. Il fait ses premières armes dans la légion des Allobroges, avec le grade de capitaine. Il est envoyé, par la Convention, dans le Midi sous le commandement du général Carteaux, pour poursuivre les insurgés fédéralistes. Il rejoint ensuite l'armée d'Italie, et de là, il passe en Égypte, assiste à presque tous les combats que les armées françaises livrent dans cette contrée, et est promu au grade de chef de bataillon en 1799. Nommé colonel du 88e régiment d'infanterie le 12 frimaire an XII, il reçoit la décoration de la Légion d'honneur le 19 du même mois, celle d'officier le 25 prairial suivant, et combat avec distinction à Austerlitz. Sa conduite pendant cette grande bataille lui vaut la croix de commandeur de la Légion d'honneur, qu'il reçoit le 4 nivôse an XIII, et le grade de colonel-major du 2e régiment de chasseurs-à-pied de la Garde impériale.
Curial se fait particulièrement remarquer à Eylau, signalant de nouveau son courage à Friedland, il est élevé au grade de général de brigade, et obtient le titre de baron de l'Empire en 1808. C'est lui qui décide du succès de la bataille d'Essling, en enlevant le village de ce nom qui avait résisté à sept attaques consécutives. Ce fait d'armes lui vaut le grade de général de division, que l'empereur lui confère le 5 juin 1809. De retour à Paris, le général Curial épouse la fille du comte Beugnot, conseiller d'État. Il fait la campagne de Russie (1812) à la tête des chasseurs de la Garde, et y déploie beaucoup de courage. Après avoir échappé aux désastres de cette expédition, il est chargé par l'empereur, en 1813, d'organiser douze nouveaux bataillons de la Jeune Garde, dont le commandement lui est confié. Il conduit ces troupes en Saxe, participe le 16 octobre, à la bataille de Wachau, où il s'empare de la position de Dölitz, culbute l'ennemi dans la rivière de la Pleiße, et lui enlève un grand nombre de combattants, parmi lesquels se trouvait le général autrichien Merfeldt. 
Le 30 du même mois, il contribue puissamment à repousser les efforts des Austro-Bavarois qui voulaient couper la retraite de l'armée française à Hanau. Il obtient, en récompense des éminents services qu'il avait rendus dans cette circonstance, la grand-croix de l'Ordre de la Réunion. Craonne sous l'empereur, et de Paris sous Mortier. 
L'Empereur le crée comte de l'Empire le 22 mars 1814. 
Sous la Restauration, le général Curial commande une division en Catalogne et se distingue au siège de Molinas-del-Rey. Il est nommé premier chambellan après la mort du célèbre général Rapp, en 1821.

### D'une Restauration à l'autre
Le général Curial étant un des premiers officiers généraux qui donnent leur adhésion aux actes du Sénat conservateur et il s'attache au gouvernement de la Restauration, sous le roi  Louis XVIII. 
Le roi le fait chevalier de Saint-Louis le 2 juin 1814,  pair de France , grand officier de la Légion d'honneur et commandant de la 19e division militaire le 14 juillet. 
Au même moment, son beau-père, le comte Beugnot, est nommé directeur de la police. Devenu grand-croix de la Légion d'honneur le 14 février 1815, il est fait gentilhomme de la chambre du roi.
À son retour de l'île d'Elbe, Napoléon ne le traite pas avec autant de faveur. Le général Curial perd le commandement des chasseurs de la Garde, qui est confié au général Morand et reçoit l'ordre de se rendre à Lyon pour y être employé avec son grade à l'armée des Alpes sous les ordres du maréchal Suchet. L'Empereur ne l'appelle pas à la Chambre des pairs qu'il venait de créer.
Néanmoins, au second retour du roi, le comte Curial retrouve toutes ses dignités civiles et militaires. Employé dans l'armée comme inspecteur général d'infanterie, il reprend son siège au palais du Luxembourg, où il vote pour la déportation dans le procès du maréchal Ney. 
Lors de l'Expédition d'Espagne, Curial commande en 1823, la 5e division qui est employée en Catalogne, sous les ordres du maréchal Moncey. Il se distingue le 9 juillet à l'attaque de Molins de Rei sous Barcelone, et repousse plusieurs fois la garnison de cette ville dans les différentes sorties qu'elle fait pendant la campagne. Sa faveur augmentant de plus en plus, il est nommé commandeur de Saint-Louis le 20 août 1823, premier chambellan et grand maître de la garde-robe du roi. C'est en cette qualité qu'il assiste le 29 mai 1825, au sacre de Charles X. Pendant le voyage de Reims, il fait une chute grave, qui finira par altérer sa santé.
En septembre 1827, il commande les troupes qui manœuvrent devant le Roi Charles X, le Dauphin et le prince d'Orange, au camp de Saint-Omer.
Il se voit ensuite forcé par la maladie de renoncer à la vie active pour vivre dans la retraite.

Alors la révolution commençait à se montrer ouvertement : la France s'apprête au grand jour à secouer le trône des Bourbons et chaque parti combine ses moyens d'attaque ou de défense. Dans le camp royaliste, on convient éventuellement de confier au maréchal Marmont le commandement général de la ville de Paris. Ce choix, blâmé par plusieurs hauts personnages, ne trouve pas grâce devant Curial, attaché de cœur à Charles X. Le premier chambellan, avant de se retirer de la lutte, se fait transporter chez le roi et lui dit ces dernières paroles : 

« Je viens prendre congé du roi et de la vie ; la brièveté des jours qui me restent à vivre me dispense de toute autre pensée que l'attachement personnel et profond que j'ai pour Votre Majesté. Permettez un dernier conseil à mon affection. Une conspiration étendue, active, infatigable, sape votre trône ; si elle éclate et que le gouvernement soit forcé d'employer les armes pour défendre la couronne, n'ayez pas une grande confiance dans Marmont, il a trop à racheter du parti révolutionnaire, et les chefs de faction ont su lui lier les mains. »

Curial n'a pas le temps de voir sombrer la monarchie bourbonienne ; il meurt le 30 mai 1829, à Paris, à l'âge de 54 ans, à la suite d'un accident de voiture survenu lors du sacre du roi Charles X à Reims. Son nom est gravé sur l'arc de triomphe de l'Étoile, côté est.

### Mariage et descendance
Le 14 mars 1808, il épouse à Paris Clémentine Marie Amélie Beugnot (1788-1840), fille de Jacques Claude, comte Beugnot, conseiller d'État. Ensemble, ils ont trois enfants :
- Napoléon Joseph (1809-1861), 2e comte Curial (1829), officier de cavalerie, conseiller général de l'Orne, pair de France (1835), maire d'Alençon, député de l'Orne, et sénateur du Second Empire (1852), marié, le 26 mars 1832, avec Louise Félicie Gérard, dont postérité ;
- Marie Clémentine (1812-1889), mariée avec Louis Gabriel Le Duc, marquis de Saint-Clou ;
- Adolphe Philibert (1814-1873), vicomte Curial, marié, le 20 février 1841, avec Marie Françoise Le Pileur de Brévannes (1821-1871), dont postérité.

La descendance de Philibert Curial est une famille subsistante de la noblesse d'Empire.

## Distinctions

### Titres
- Baron de l'Empire par décret du 19 mars 1808, lettres patentes de mai 1808 données à Bayonne ;
- Comte de l'Empire par décret du 29 novembre 1813, lettres patentes du 22 mars 1814 données aux Tuileries ;
- Comte Curial et pair de France par ordonnance du 31 août 1817, lettres patentes du 10 décembre 1817.

### Décorations
- Légion d'honneur[5] :
  - Légionnaire le 19 frimaire an XII (11 décembre 1803) ;
  - Officier de la Légion d'honneur le 25 prairial an XII (14 juin 1804) ;
  - Commandant de la Légion d'honneur le 4 nivôse an XIII (25 décembre 1805) ;
  - Grand officier de la Légion d'honneur le 14 juillet 1814 ;
  - Grand-croix de la Légion d'honneur le 14 février 1815 ;
- Grand-croix de l'ordre de la Réunion en 1813 ;
- Chevalier du Saint-Esprit le 3 juin 1827 ;
- Ordre royal et militaire de Saint-Louis :
  - Chevalier de Saint-Louis le 2 juin 1814 ;
  - Commandeur de Saint-Louis le 20 août 1823.

### Autres fonctions
- Pair de France en 1814 ;
- Gentilhomme de la chambre du roi en 1814 ;
- Premier chambellan et grand maître de la garde-robe du roi en 1823.

## Hommages

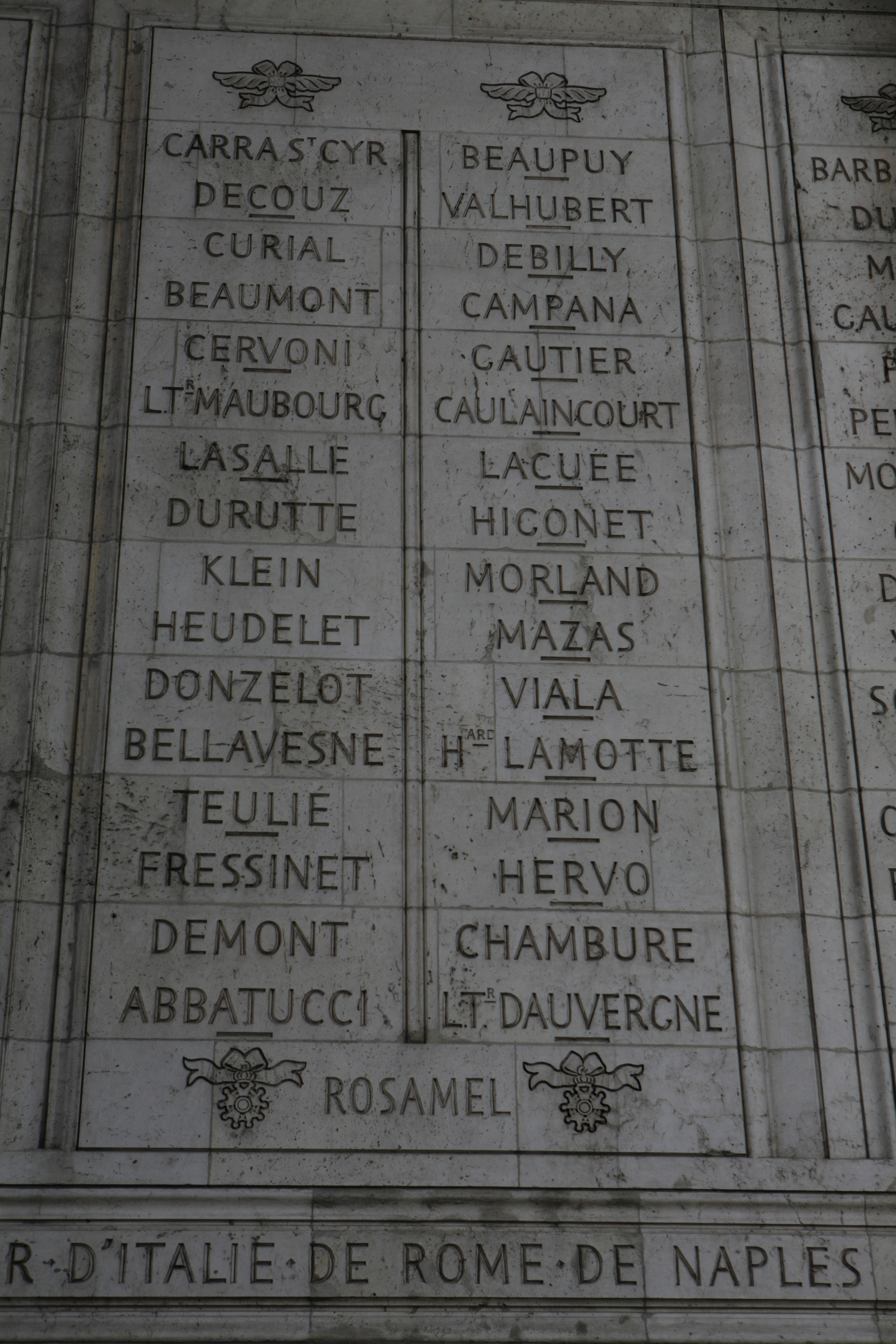
Noms gravés sous l'arc de triomphe de l'Étoile : pilier Est, 17e et.

- Le nom de CURIAL est gravé au côté Est (17e colonne) de l’arc de triomphe de l’Étoile, à Paris.
- On a donné son nom à l'ancienne caserne du centre de Chambéry, transformée en centre culturel, administratif et commercial, sous le nom de Carré Curial.
- On a donné son nom à la rue Curial et au square Curial dans le 19e arrondissement de Paris.

## Armoiries
| Figure | Blasonnement |
|        | Armes du baron Curial et de l'Empire D'or à deux lances en sautoir d'argent en abîme, chargées d'un bouclier de sable bordé d'argent portant pour emblème un foudre or et argent accompagnées de quatre étoiles d'argent; au canton dextre tête de borée au naturel soufflant d'argent, au sénestre quartier de baron sorti de l'armée; en pointe crocodile au naturel contourné, soutenu d'une rivière d'azur, et enchainé au bouclier par une chaine de sable., - Livrées : bleu, rouge, Jaune, verd, dans les galons seulement.                                                  |
|        | Armes du comte Curial et de l'Empire D'or au bouclier de sable à l'orle d'argent, posé en abîme, chargé d'un foudre d'or et d'argent, traversé de deux lances, en sautoir, aussi d'argent, accompagné de quatre étoiles du même, posées en orle, adextré d'une tête de Borée au naturel, soufflant d'argent, et soutenu d'une rivière d'azur sommée d'un crocodile au naturel, contourné et enchainé au bouclier par une chaine de sable ; franc-quartier des comtes tirés de l'armée, brochant au neuvième de l'écu. - Livrées :le couleurs de l'écu le verd en bordure seulement. |
|        | Armes du comte Curial, pair héréditaire, D’or au bouclier de sable, orlé d’argent, chargé d’un foudre d’or et d’argent, traversé par deux lances passées en sautoir d’argent, accompagné de quatre étoiles du même en orle; ledit bouclier adextré en chef d’une tête de Borée au naturel soufflant d’argent et soutenu d’une rivière d’azur, avec un crocodile au naturel contourné enchaîné au bouclier par une chaîne de sable. |